# Русский Кугланур
Русский Кугланур (мар. Руш Кугланур) — опустевшая деревня в Оршанском районе Республики Марий Эл. Входит в состав Шулкинского сельского поселения.

## География
Находится в северной части республики Марий Эл на расстоянии приблизительно 27 км по прямой на северо-восток от районного центра посёлка Оршанка.

## История
Была основана переселенцами из деревни Провал Новоторъяльского сельского общества. В 1829 году в починке Русскокугланурский Яранского уезда Кадамской волости Вятской губернии числилось 8 дворов, проживали 96 человек, в 1891 57 дворов, проживали 384 человека, русские. В 1920 году насчитывалось 62 двора, в 1924 69 дворов, 301 житель. В 1952 году в 59 хозяйствах проживал 201 человек, к 1957 году в деревне осталось 45 хозяйств, 191 человек. Жители деревни уезжали в Йошкар-Олу, Оршанку. В 1975 году в деревне проживали 115 человек, в 1982 году в 19 хозяйствах проживали 57 человек. К 1986 году в деревне осталось 5 хозяйств. В 1989 году уехали последние жители. В советское время работали колхозы имени Горького и имени Молотова.

## Население
Население не было учтено как в 2002 году, так и в 2010.